# Silvrig höstanemon
Silvrig höstanemon (Anemone tomentosa) är en ranunkelväxtart som först beskrevs av Carl Maximowicz, och fick sitt nu gällande namn av Pei. Enligt Catalogue of Life ingår Silvrig höstanemon i släktet sippor och familjen ranunkelväxter, men enligt Dyntaxa är tillhörigheten istället släktet sippor och familjen ranunkelväxter. Arten förekommer tillfälligt i Sverige, men reproducerar sig inte. Inga underarter finns listade i Catalogue of Life.

## Bildgalleri

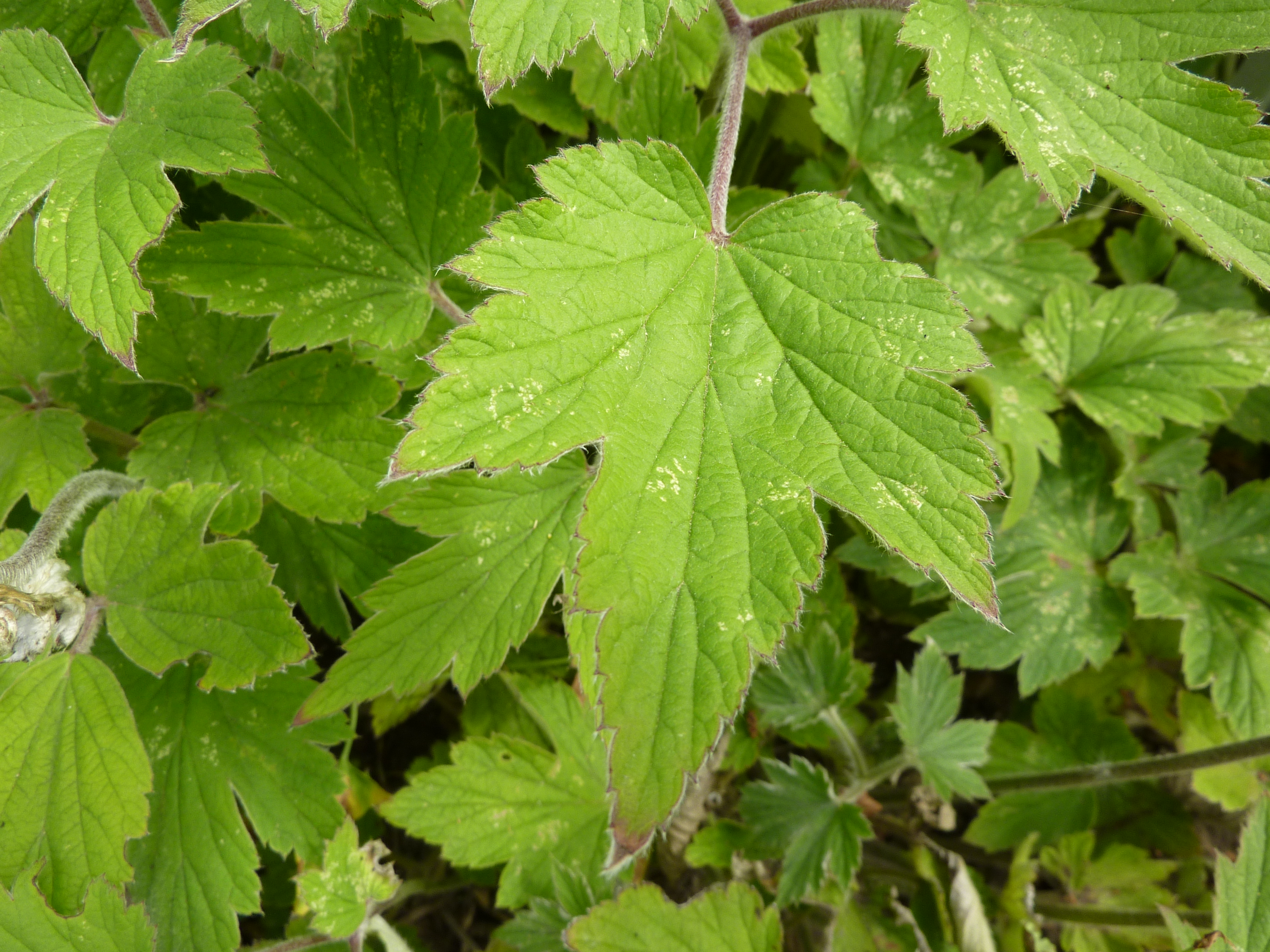
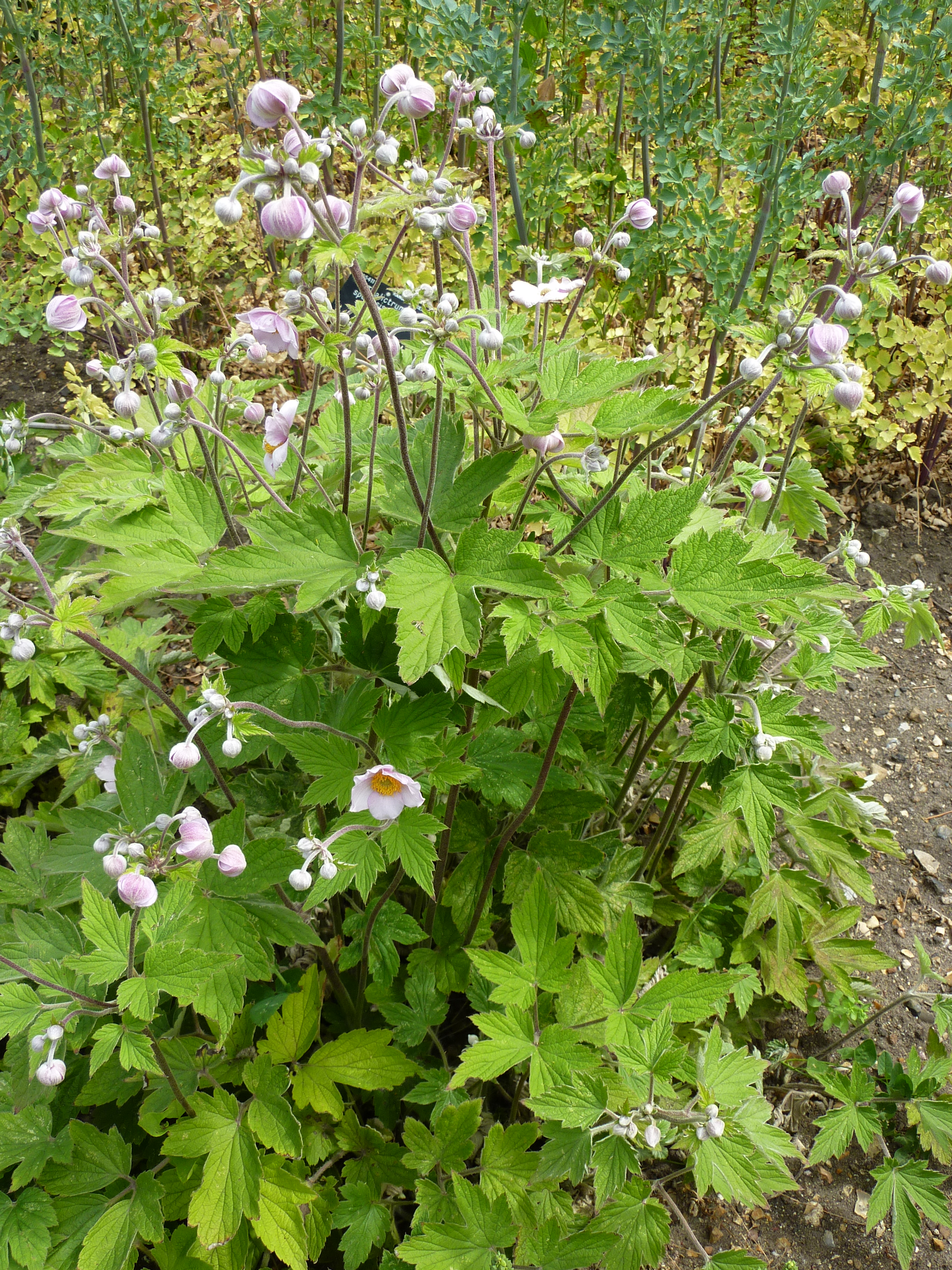
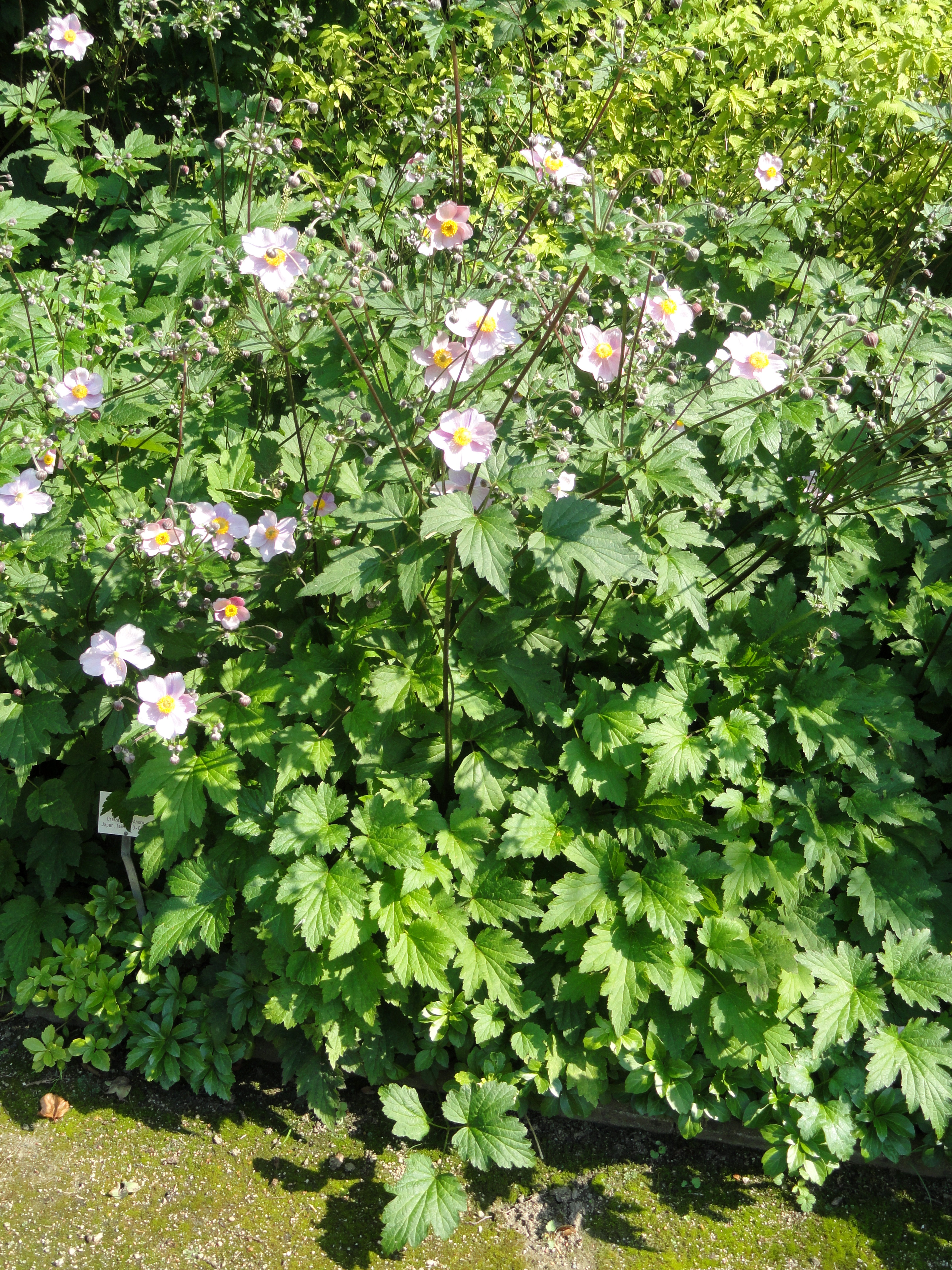
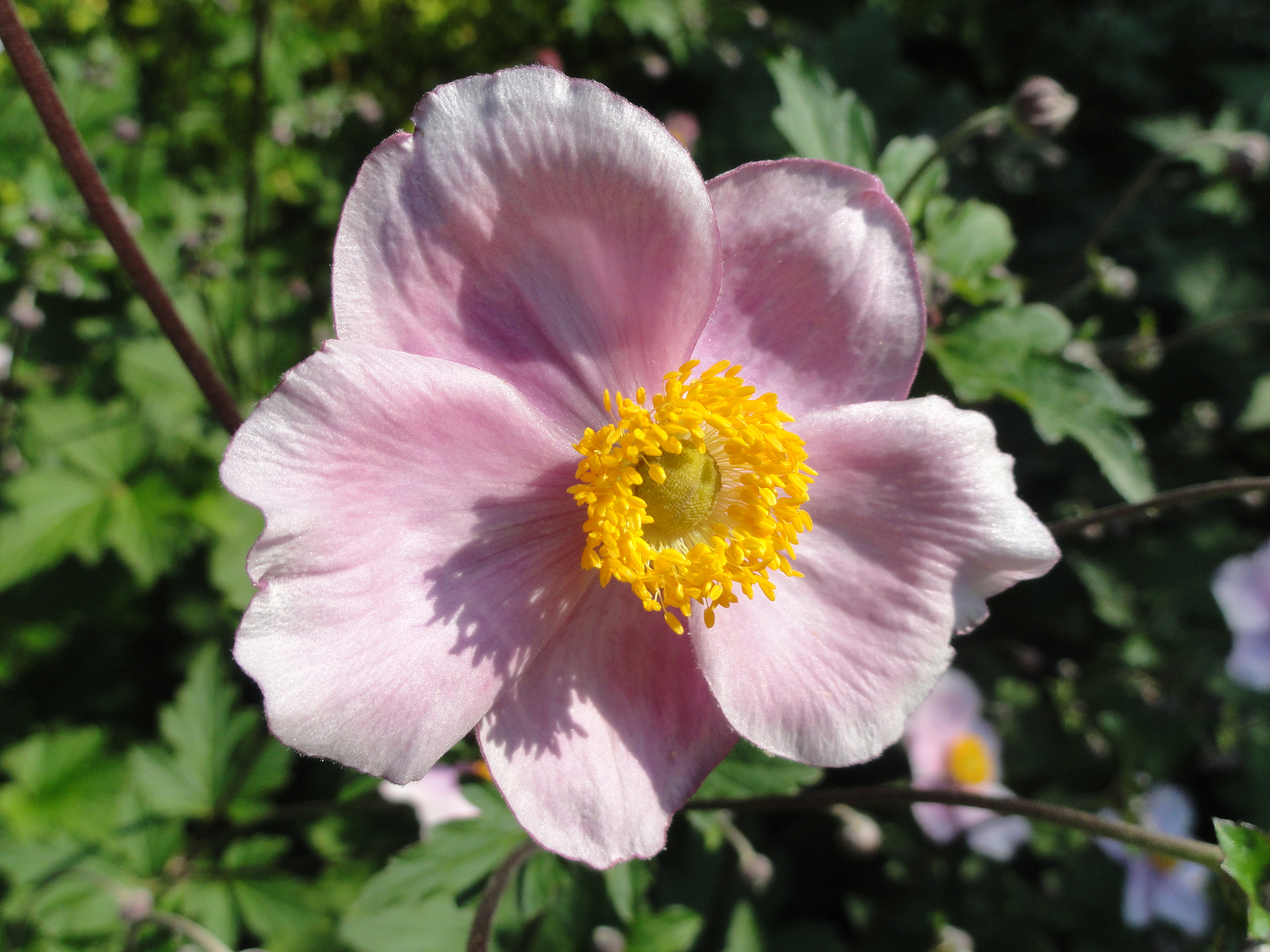